# Distrito Militar de Odessa
O Distrito Militar de Odessa (em russo:  Одесский военный округ; em ucraniano:  Одеський військовий округ), ou Distrito Militar Bandeira Vermelha de Odessa (em russo:  Краснознамённый Оде́сский вое́нный о́круг; em ucraniano:  Червонопрапорний Оде́ський військо́вий о́круг, transl. Chervonoprapornyi Odeskyi viiskovyi okruh), era uma unidade de divisão militar-administrativa do território do Império Russo, um dos primeiros distritos militares criados, bem como uma associação territorial operacional-estratégica das Forças Armadas da URSS e Forças Armadas da Ucrânia, que passaram por três formações e existiram em 1919, 1939-1941 e 1944-1998. A administração distrital estava localizada em Odessa. Partes do distrito após o colapso da URSS foram divididas entre a Ucrânia, a Rússia e a Moldávia (certas unidades passaram a fazer parte das forças armadas da não reconhecida República Moldava Peridniestriana).